# SET-Kommunikation
Die SET-Kommunikation ist eine Gesprächstechnik zur Behandlung von Patienten mit einer Borderline-Persönlichkeitsstörung. Die Technik stammt von Jerold J. Kreisman und Hal Straus. Die Gesprächstechnik basiert auf der Erfahrung, dass Kommunikation mit Borderlinepatienten häufig daran scheitert, dass sie sich entweder nicht unterstützt fühlen, nicht verstanden fühlen oder dass wichtige Aussagen über die Realität nicht gemacht werden, um die gute Beziehung nicht zu gefährden. Dementsprechend werden bei dieser Gesprächstechnik drei Aussagen entgegengesetzt, die alle im Gleichgewicht sein sollten:
- Support (Unterstützung): Der Sprecher soll versichern, dass er unterstützen möchte.
- Empathy (Mitgefühl): Der Sprecher soll verdeutlichen, dass er sich in den anderen hineinversetzen und nachvollziehen kann, dass es schwer ist, etwas zu ändern. Empathie habe aber nichts mit Mitleid („Ich bedaure dich.“) oder Identifikation („Ich kann nachfühlen wie es dir geht, weil es mir mal gleich erging.“) zu tun.[3]

- Truth (Wahrheit): Der Sprecher soll die realistischen Konsequenzen aussprechen, die dem Verhalten folgen, das der Patient bisher gezeigt hat. Es ist dabei wichtig, diesen Teil der Aussage vorwurfslos zu formulieren. Es geht dabei vielmehr darum, die Verantwortung in die Hände des Patienten zu legen, damit er auch seine Handlungsmöglichkeit erkennen kann.

Die Kommunikationstechnik enthält dialektische Strategien der Kommunikation. Die SET-Kommunikation vereint ähnlich der Kommunikation in der Dialektisch-Behavioralen Therapie Elemente zur Stabilisierung der Beziehung sowie die Konfrontation mit den realistischen Konsequenzen des Verhaltens.
Es wird auch von SET-UP gesprochen. UP steht dabei für Understanding (Verständnis) and Perseverance (Beharrlichkeit, Ausdauer).

## Entwicklung
Die Gesprächstechnik wurde von Kreisman und Straus zusammen mit Mitarbeitern der Comprehensive Treatment Unit am Saint John’s Mercy Medical Center in St. Louis entwickelt. Das Hauptwerk, in dem die Technik beschrieben wird, erschien 1991 und trägt den Titel I hate you don’t leave me.